# Lingue frisoni
Le lingue frisóni sono un gruppo di lingue germaniche appartenente al ramo germanico occidentale, parlate da circa mezzo milione di persone nelle zone costiere meridionali del Mare del Nord nei Paesi Bassi ed in Germania. Sono lingue molto vicine a quella inglese.

## Distribuzione geografica
La maggior parte dei parlanti di questa lingua vive nei Paesi Bassi, soprattutto nella provincia della Frisia con 350.000 parlanti, mentre in Germania se ne contano circa 2.000 nella zona di Saterland e 10.000 nella Frisia Settentrionale (Schleswig-Holstein).

### Lingua ufficiale
La lingua frisone è una delle lingue ufficiali regionali in Germania e costituisce una delle due lingue ufficiali della provincia della Frisia nei Paesi Bassi.

### Dialetti e lingue derivate
La lingua si suddivide in tre sottocategorie, relative alle aree dialettali: 
- occidentale, la più diffusa (estremo nord dei Paesi Bassi, Frisia e provincia di Groninga),
- orientale (zone tra la foce dell'Ems e del Weser)
- settentrionale (lungo la costa dello Schleswig e isole Frisone Tedesche).

#### Frisone settentrionale

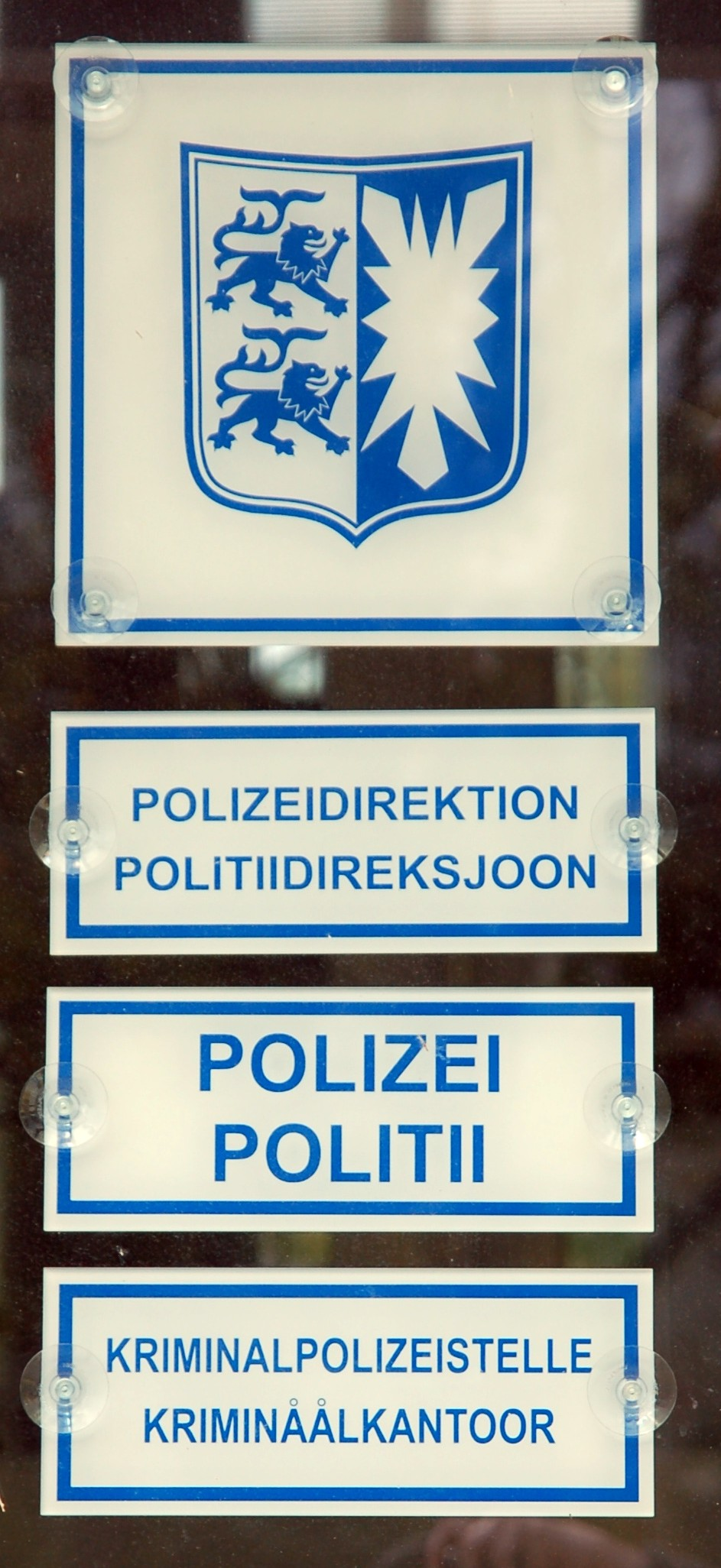
Segno di polizia in tedesco e frisone settentrionale

Il frisone settentrionale è parlato in Germania in alcune parti della Frisia Settentrionale (Nordfriesland, la costa occidentale dello Schleswig-Holstein). In particolare la lingua frisona è ancora parlata nelle isole di Sylt, Amrum, Föhr e in alcune isolette vicine, in pochi circondari della terraferma ed anche nell'isola di Helgoland.
Su 164.000 abitanti delle zone della Frisia Settentrionale, 10.000 parlano ancora frisone. Esistono nove dialetti del frisone settentrionale, ed alcuni di essi sono a rischio d'estinzione. Nella porzione danese della Frisia settentrionale la lingua è ormai praticamente estinta.
È da segnalare la recente (2004) introduzione di una legge a tutela del frisone (il cosiddetto Friisk Gesäts, Legge Frisona). Tale legge, essendo stata approvata dal Land Schleswig-Holstein, è applicabile limitatamente ai territori in cui si parla frisone settentrionale.

#### Frisone orientale
Il frisone orientale è il dialetto che versa in condizioni peggiori ed è parlato soltanto (col nome di Saterfriesisch) nel comune di Saterland in Bassa Sassonia da circa 1.000-2.500 persone. Saterland era in origine una lunga e sottile striscia di sabbia circondata interamente da aree paludose, e solo in una tale condizione di isolamento il frisone ha potuto sopravvivere per secoli. Decisamente estinto è invece il frisone orientale nella Frisia Orientale propriamente detta, anche se fino a metà del XX secolo era ancora parlato nell'isola di Wangerooge.

#### Frisone occidentale
È il ramo più vitale del frisone ed è parlato nei Paesi Bassi intorno a Leeuwarden da circa 440.000 persone. Di queste, 350.000 sono madrelingua frisoni. Il frisone occidentale gode di riconoscimento e tutela fin dal 1956. La stessa provincia di Frisia ha cambiato nel 1997 la propria denominazione ufficiale, passando dall'olandese Friesland al frisone Fryslân. Da non confondere col frisone è il cosiddetto Stadsfries o Stadsfrys ("frisone di città"), che è una variante della lingua olandese radicatasi nelle maggiori città della Frisia occidentale fin dal XV secolo.

## Storia
Il frisone moderno è sorto dall'antico frisone intorno al XV secolo e si è frammentato successivamente in tre gruppi dialettali fortemente differenziati fra di loro.
L'antico frisone, assieme ai dialetti inglesi alto-medioevali formava il gruppo anglo-frisone, ossia una serie di dialetti allora tra di loro sostanzialmente intelligibili. Oggi, tuttavia, il frisone è molto diverso rispetto a quello di allora, perché durante il Medioevo le invasioni norrena prima e normanna poi hanno fatto sì che la lingua si modificasse profondamente (perdita quasi totale di flessione nominale e coniugazione verbale per persona e numero, massicci prestiti dal latino attraverso l'antico francese, etc.), al punto che il frisone attuale si discosta notevolmente dalle altre sorelle germaniche, divenendo una sorta di ibrido germanico-romanzo.
Le più antiche testimonianze in lingua frisone risalgono al XIII secolo (alcuni testi giuridici e di traduzione dei Salmi).

## Caratteristiche
Alcuni elementi, come la forma unica per le persone plurali del presente, la caduta delle nasali e il conseguente allungamento della vocale precedente, fanno sì che i vari dialetti frisoni siano più vicini linguisticamente ai dialetti anglosassoni che a quelli basso-tedeschi.